# Hermodice carunculata
Hermodice carunculata är en ringmaskart som först beskrevs av Peter Simon Pallas 1766.  Hermodice carunculata ingår i släktet Hermodice och familjen Amphinomidae. Arten har ej påträffats i Sverige. Inga underarter finns listade i Catalogue of Life.

## Bildgalleri

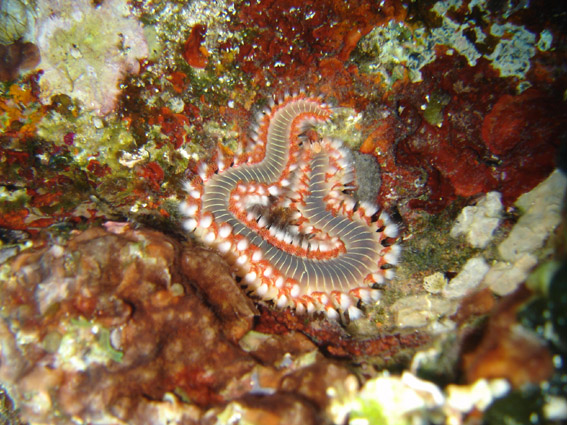